# Samuel Michel
Samuel Michel est un footballeur et entraîneur français né le 11 février 1971 à Amiens (France). Il évoluait au poste d'attaquant.

## Biographie
Cet ancien attaquant mesure 1,77 m pour 75 kg. Il a joué une quinzaine d'années en tant que professionnel. Pur produit du club du Red Star, il est un des très bons joueurs qui ont fait les beaux jours du club parisien comme Didier Thimothée ou Steve Marlet au début des années 1990.
Il est sélectionné à deux reprises en équipe de France militaire.
Après un passage d'une saison à Rennes, en Division 1, où il joue peu, il est prêté au SM Caen en 1995. Il forme, avec Franck Priou, le duo le plus prolifique de cette saison de Division 2. Il devient champion de D2 en ayant réalisé une saison pleine (37 matchs et 14 buts).
En 1996, il est de nouveau prêté, à Sochaux cette fois-ci. Il devient meilleur buteur de D2 avec 23 buts. En fin de saison, il retourne à Rennes, mais il n'entre pas dans les plans de son entraîneur. Il s'engage alors avec son club formateur, le Red Star. Malgré un nombre de buts important, ce retour est un demi-échec (relégation de Red Star en fin de saison 1998-99) et il part en janvier 1999 à Guingamp.
Lors de la saison 1999-2000, il aide, avec ses 12 buts, le club breton à être vice-champion de D2. Il forme, avec Fabrice Fiorèse, un duo très complémentaire à la pointe de l'attaque guingampaise. De retour en Division 1, il est barré par le duo Rodriguez-Fiorèse et ne joue que 8 matchs.
Contacté en 2001 par Philippe Hinschberger pour renforcer l'attaque niortaise, il fait des débuts mitigés, mais s'impose comme un leader incontestable au sein du vestiaire. Il arrête sa carrière professionnelle durant l'été 2005 mais joue une saison de plus avec le club d'Aiffres (PL).
En 2006, il entre dans le staff du club niortais en entrant dans la cellule de recrutement. En janvier 2008, il remplace Jacky Bonnevay, dont il était l'adjoint, au poste d'entraîneur du Chamois Niortais FC. À l'arrivée de Denis Troch, il reprend son poste d'entraîneur adjoint. Il est par la suite l'entraineur des moins de 17 ans nationaux des Chamois Niortais. Il fut l'entraineur adjoint de Laurent Guyot à Sedan. Les deux hommes ont joué ensemble à Guingamp. Le 2 novembre 2013, il rejoint le Red Star (National) pour être l'entraineur adjoint de Sébastien Robert à la suite du limogeage de Laurent Fournier.
En juin 2014, il prend les rênes d'Amiens dont le directeur administratif est David Ducci, qu'il avait côtoyé lors de son passage à Niort.

## Carrière

### Joueur
| Saison         | Club                | Pays   | Championnat              | Matchs/Buts |
| -------------- | ------------------- | ------ | ------------------------ | ----------- |
| 1989-1994      | Red Star            | France | Division 2               | 127 (52)    |
| 1994-1995      | Stade rennais       | France | Division 1               | 17 (2)      |
| 1995-1996      | SM Caen             | France | Division 2               | 37 (14)     |
| 1996-1997      | FC Sochaux          | France | Division 2               | 38 (23)     |
| juil. 1997     | Stade rennais       | France | Division 1               | 2 (0)       |
| 1998-jan. 1999 | Red Star            | France | Division 2               | 45 (21)     |
| jan. 1999-2001 | EA Guingamp         | France | Division 2 et Division 1 | 55 (15)     |
| 2001-2005      | Chamois niortais FC | France | Ligue 2                  | 97 (14)     |
| 2005-2006      | Aiffres             | France | Promotion de Ligue       | - (-)       |

### Entraîneur
- 2006 - 2007 : cellule recrutement du Chamois niortais FC
- jan.2007 - jan.2008 : Chamois niortais FC (adjoint de Faruk Hadžibegić puis de Jacky Bonnevay)
- Janv. 2008 - 2008 : Chamois niortais FC (entraîneur)
- 2008 - 2009 : Chamois niortais FC (adjoint de Denis Troch)
- 2009 - 2011 : entraîneur U17 nationaux des Chamois Niortais
- 2011 - 2013 : entraineur adjoint au Club Sportif Sedan Ardennes (adjoint de Laurent Guyot)
- 2013 - 2014 : entraineur adjoint au Red Star (adjoint de Sébastien Robert)
- 2014 - 2015 : entraineur principal d'Amiens SC
- 2023 - 2024 : entraîneur des attaquants au FC Annecy (adjoint de Laurent Guyot )

## Palmarès

### En club
- Champion de France de Division 2 en 1996 avec le SM Caen
- Vice-champion de France de Division 2 en 2000 avec l'En Avant de Guingamp

### Distinction inidividuelle et repères
- Meilleur buteur de Division 2 en 1997 (23 buts) avec le FC Sochaux
- 1er match en Division 1 le 29 juillet 1994 : ASSE- Stade rennais (1-1)